# ジョージ・モンクトン＝アランデル (第8代ゴールウェイ子爵)
第8代ゴールウェイ子爵ジョージ・ヴィアー・アランデル・モンクトン＝アランデル（英語: George Vere Arundel Monckton-Arundell, 8th Viscount Galway, GCMG, DSO, OBE、1882年3月24日 - 1943年3月27日）は、イギリスの政治家、貴族。1935年から1941年にかけてニュージーランド総督を務めた。

## 経歴
1882年3月24日、第7代ゴールウェイ子爵ジョージ・モンクトン＝アランデルとその妻ヴィアー(旧姓ゴズリング)の間の長男として生まれる。
オックスフォード大学クライスト・チャーチを卒業し、マスター・オブ・アーツ(MA)の学位を取得。
1900年1月1日のノッティンガムシャー・ヨーマンリーの少尉(second lieutenant)となり、1902年6月11日に中尉(lieutenant)に昇進
1910年の総選挙でスカーバラ選挙区から保守党候補として出馬したが、落選した。
1914年から1918年にかけて第一次世界大戦に従軍し、大佐まで昇進した。
1931年3月7日に父の死により三つの爵位を継承。ゴールウェイ子爵とギラード男爵はアイルランド貴族であるので貴族院議員にならないが、もう一つのモンクトン男爵が連合王国貴族であったため、貴族院議員に列した。
1935年から1941年までニュージーランド総督を務めた。彼の任期は第二次世界大戦の開戦のために延長された。
総督退任後はノッティンガムシャーの有名な地主として副統監(Deputy Lieutenant)を務めたが、1943年3月27日に死去した。爵位は息子のサイモン・モンクトン＝ゴールウェイが継承した。

## 栄典

### 爵位
1931年3月7日の父ジョージ・モンクトン＝アランデルの死去により以下の爵位を継承した。
- 第8代ゴールウェイ子爵 (8th Viscount Galway)
(1727年7月17日の勅許状によるアイルランド貴族爵位)
- クレア県における第8代キラード男爵 (8th Baron of Killard, in the County of Clare)
(1727年7月17日の勅許状によるアイルランド貴族爵位)
- ノッティンガム州におけるサールビーの第2代モンクトン男爵 (2nd Baron Monckton, of Serlby in the County of Nottingham)
(1887年7月4日の勅許状による連合王国貴族爵位)

### 勲章
- 1917年、殊功勲章(DSO)[1][2]
- 1919年、大英帝国勲章オフィサー(OBE)[1][2]
- 1935年、聖マイケル・聖ジョージ勲章ナイト・グランド・クロス(G.C.M.G.) [1][2]

## 家族
1922年6月24日、第3代アナリー男爵ルーク・ホワイトの娘ルシア・エミリー・マーガレット・ホワイト(Lucia Emily Margaret White)と結婚し、彼女との間に以下の4子を儲けた。
- 第1子(長女)メアリー・ヴィクトリア・モンクトン＝アランデル (Mary Victoria Monckton-Arundell, 1924-2010) - デイヴィッド・フェザーストンハウ、ついでロバート・チャーワース＝マスターズと結婚
- 第2子(次女)セリア・エラ・ヴィアー・モンクトン (Celia Ella Vere Monckton, 1925-1997) - 7代準男爵（英語版）サー・ジョシュア・ロウリー（英語版）と結婚
- 第3子(三女)イザベル・シンシア・モンクトン (Isabel Cynthia Monckton, 1926-2010) - ウォートナビーのキング男爵ジョン・キング（英語版）と結婚
- 第4子(長男)サイモン・ジョージ・ロバート・モンクトン＝アランデル (Simon George Robert Monckton-Arundell, 1929-1971) - 9代ゴールウェイ子爵を継承